# Мир (роман)
Мир — роман українського радянського письменника Юрія Яновського, надрукований у 1956 році та присвячений автором загиблому снайперу Андрію Ткачу, в якого був знайдений прострілений німецькими кулями роман «Вершники».

## Історія створення
Задум роману з робочою назвою «Дві сестри й полковник», в якому автор мав на меті показати життя в Україні після війни, виник наприкінці 1945 року. У 1947 році у журналі «Дніпро» роман був надрукований під назвою  «Жива вода». Попри перші позитивні відгуки, надалі роман зазнав нищівної критики, а Ю. Яновського було звільнено з посади головного редактора часопису «Українська література», яку він обіймав на той час, «за націоналізм, … аполітичність, друк помилкових і порочних творів».
У видавництві «Радянський письменник», де «Жива вода» мала вийти окремою книгою, було знищено 20 000 примірників надрукованої книги.
Зазнаючи тиску з боку влади, Ю. Яновський вніс до роману понад 200 правок. Під назвою «Мир» він був опублікований російською мовою у 1956 році після смерті автора.

## Сюжет
Події роману відбуваються на теренах України у перший повоєнний рік. У село Весела Кам'янка до Ганни Кравчині приїжджає з евакуації  її сестра Дарина. Вона чекає на свого чоловіка, полковника Василя Івановича Коваленка, який лікується у шпиталі після тяжкого поранення.
Та коли Василь Іванович повертається і очолює місцевий колгосп, вона лякається його каліцтва та, без чіткої цілі, тікає на Донбас.
Тим часом Весела Кам'янка поступово розбудовується. Василю Івановичу допомагають як місцеві мешканці, які з повагою ставляться до його фронтового досвіду, так і його бойові товариші, які приїжджають до села.
Багато хто з мешканців під час гітлерівської окупації були партизанами або працювали у підпіллі.
Так Семен та Горпина, подружжя Бойко, воювали в одному партизанському загоні. Федора Найденко, сирота, була вивезена до Німеччини, де стала учасницею підпілля на одному з військових заводів.
Але поряд з ними до села, із підробленими документами, повертається колишній староста, Мусій Гандзя, причетний до нацистських злочинів. Проте він майже одразу тікає, побоюючись нового голову колгоспу. Гандзя вирішує їхати на Донбас, але, через страх викриття свого минулого, зупиняється на Запоріжжі. Випадково він зустрічається із мешканцем Веселої Кам'янки Карпо Царем, який виїхав на відбудову Дніпрогесу. Карпо затримує Гандзю та провадить його у міліцію.
Дарина працює на розбудові сталеливарного заводу. Спочатку байдужа, згодом вона все більше втягується у його робочий ритм. Проте Дарина постійно згадує свого чоловіка і радіє, коли він, у рамках співпраці, приїздить на збори робочого активу заводу та зустрічає її.
Повернувшись зі своєю дружиною до села, Василь Іванович будує плани щодо виведення колгоспу на перше місце в районі.